# Assedio di Takatō (1545)
L′assedio di Takatō del 1545 fu la prima battaglia per la conquista del castello di Takatō. Takeda Shingen, continuando a penetrare nella valle di Ima nello Shinano, e cercando di prendere il controllo dell'intera provincia, sconfisse Takatō Yoritsugu. Takatō perse il supporto dei suoi alleati, Ogasawara Nagatoki e Tozawa Yorichika che non riuscirono a portargli aiuto in tempo.